# كولين مكمان
كولين مكمان (بالإنجليزية: Colleen McMahon)‏ هي قاضية ومحامية أمريكية، ولدت في 1951 في كولومبوس في الولايات المتحدة.